# Белв'ю (Вірджинія)
Белв'ю (англ. Belview) — переписна місцевість (CDP) в США, в окрузі Монтгомері штату Вірджинія. Населення — 1128 осіб (2020).

## Географія
Белв'ю розташований за координатами 37°10′0″ пн. ш. 80°30′35″ зх. д. / 37.16667° пн. ш. 80.50972° зх. д. (37.166742, -80.509733).  За даними Бюро перепису населення США в 2010 році переписна місцевість мала площу 4,60 км², з яких 4,58 км² — суходіл та 0,02 км² — водойми.

## Демографія
Згідно з переписом 2010 року, у переписній місцевості мешкала 891 особа в 360 домогосподарствах у складі 251 родини. Густота населення становила 194 особи/км².  Було 436 помешкань (95/км²).
Расовий склад населення:
| - 93,6 % — білих - 3,8 % — чорних або афроамериканців - 0,3 % — азіатів - 0,1 % — корінних американців |

До двох чи більше рас належало 1,6 %. Частка іспаномовних становила 1,7 % від усіх жителів.
За віковим діапазоном населення розподілялося таким чином: 23,0 % — особи молодші 18 років, 62,3 % — особи у віці 18—64 років, 14,7 % — особи у віці 65 років та старші. Медіана віку мешканця становила 40,7 року. На 100 осіб жіночої статі у переписній місцевості припадало 95,8 чоловіків;  на 100 жінок у віці від 18 років та старших — 89,0 чоловіків також старших 18 років.
Середній дохід на одне домашнє господарство  становив 50 196 доларів США (медіана — 39 336), а середній дохід на одну сім'ю — 47 098 доларів (медіана — 39 455). За межею бідності перебувало 24,2 % осіб, у тому числі 35,5 % дітей у віці до 18 років та 0,0 % осіб у віці 65 років та старших.
Цивільне працевлаштоване населення становило 444 особи. Основні галузі зайнятості: освіта, охорона здоров'я та соціальна допомога — 23,4 %, будівництво — 21,4 %, роздрібна торгівля — 14,0 %, публічна адміністрація — 11,5 %.